# トカラ語

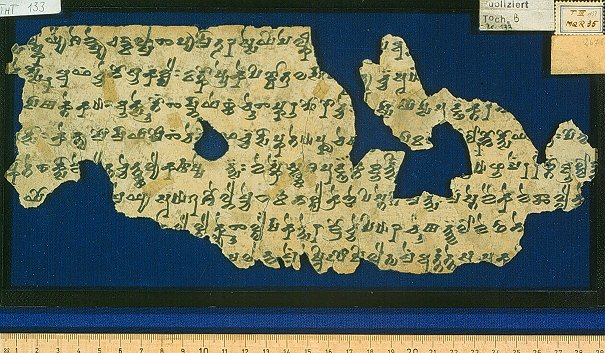
トカラ語の残存文書（トカラB）

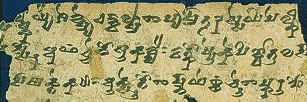
トカラ語の残存文書（トカラB）

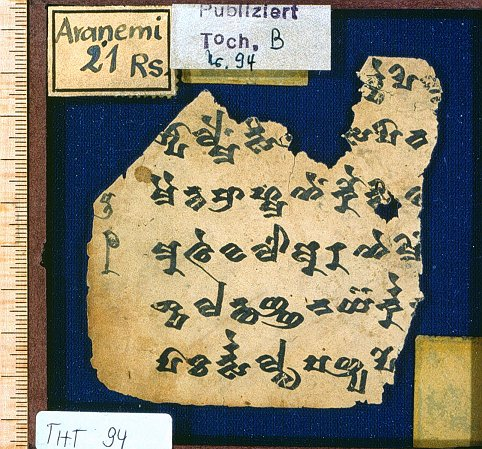
トカラ語の残存文書（トカラB）

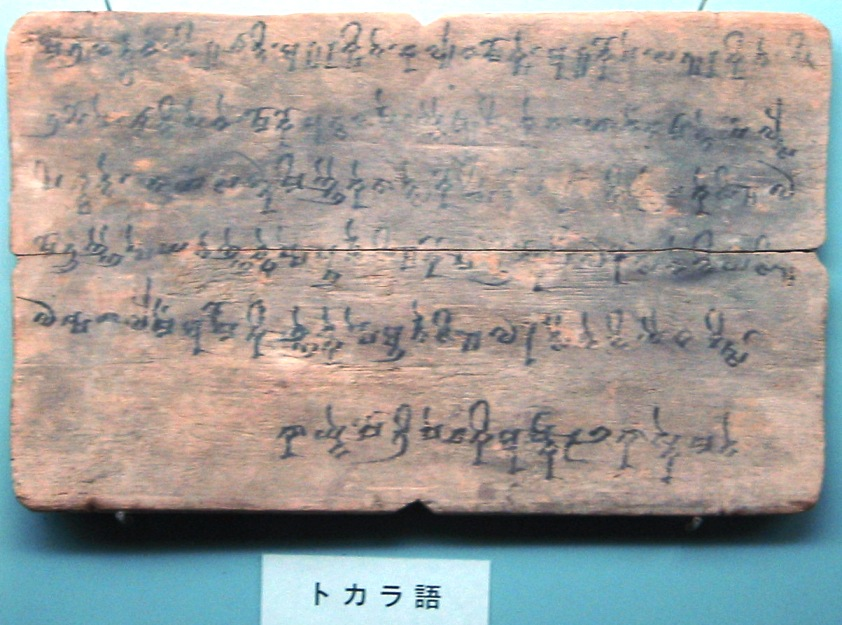
トカラ語が書かれた板（5～8世紀）。東京国立博物館

トカラ語（トカラご、トハラ語、英: Tocharian languages）は、現在の中華人民共和国新疆ウイグル自治区のタリム盆地北縁（天山南路）にあたる地域で8世紀頃まで話されていた言語である。インド・ヨーロッパ語族に属し、独立した語派「トカラ語派」に分類されている。言語は膠着語的な性格を有していたことが分かっている。死語となった言語の一つである。

## 概説
天山南路のオアシス都市の遺構から、ブラーフミー文字に似たトカラ文字で書かれた西暦500～700年頃の写本が見つかっている。8世紀頃までに古テュルク語の話者集団に吸収され、死滅したと考えられている。
なお、かつて紀元前後にストラボンが記した「トカロイ」、中国史書が伝える「吐呼羅国」、「吐火羅国」、7世紀に玄奘が記した「覩貨邏国」といった、いわゆる「トハラ人」および「トハリスタン」とは区別する立場もある。
音声面ではインド・ヨーロッパ祖語の *ḱ 音を k として保持している、いわゆるケントゥム語群の特性を有し、同語群の他の言語から地理的に大きく離れていることから特異視されることもある。

## 方言
二種の変種（方言）が分かっている。
A方言
アグニ語、東トカラ語、あるいは単に「トカラ語」。
主に焉耆、高昌地域で話され、発見された写本には仏典など仏教関係のものが多い。
B方言
クチャ語、西トカラ語、亀茲語。
主に亀茲地域で話され、発見された資料には医学関係の記録、僧侶の出納簿、旅券などが多い。

## トカラ語の命名
西域北道（天山南路）の各オアシス（カシュガル、クチャ、カラシャール、トルファン）から見つかった写本は、他の地域から発見された写本とは異なる言語で記されており、A種とB種の方言に分けられることもわかった。しかし、初めのうちはこの不明言語の命名を容易に決定することができなかった。そこへ新たにテュルク語で書かれた古い『弥勒下生経』が見つかり、その跋文に「キュセン語からトクリ語に訳し、トクリ語からテュルク語に訳した」という一文があったので、この不明言語はトクリ（Toxri）語すなわちトカラ（Tokhara）語であろうという説が有力となった。さらにその後の研究により、この不明言語は『弥勒下生経』にあるトクリ語であることが明らかとなってきたため、正式にトカラ語と称するようになった。一方、A種とB種との間に大きな相違があるため、両方をトカラ語と呼ぶべきなのか、それとも一方のみをトカラ語と呼ぶべきなのかについて議論が起きた。1930年（昭和5年）、そこへ日本の羽田亨が『弥勒下生経』の跋文にある「キュセン（Küsän）語」はクシャン（Kushan）語ではなく、亀茲（きじ）語であると論証し、1934年にはフランスのポール・ペリオもその説を支持したため、今日ではA種方言の方をトカラ語、B種方言の方を亀茲語と称するようになった。

## 研究史
1905年に文献が発見され、詳細が明らかになった。ほぼ同時期にアナトリア半島で発見された死語ヒッタイト語とともにインド・ヨーロッパ語族の中で特異な位置を占め、印欧語研究が再度複雑になった。
ドイツ隊を率いたアルバート・フォン・ル・コックは、1904年から1905年にかけての探検で、トルファン周辺や、カラシャール、クチャなどの遺跡を調査し、トカラ語A・Bにあたる写本を大量に持ち帰る。また、1907年にイギリスのオーレル・スタインが敦煌の莫高窟から持ち帰った大量の文書の中にはトカラ語の文献が含まれており、フランスのポール・ペリオ（フランス極東学院）もクチャでトカラ語Bにあたる文書を発見した。これらの発見された文書がトカラ語AやBとされたのは、これより後のことになる。
B方言はフランスのシルヴァン・レヴィ（S.Levy）が研究した他、龍谷大学の百済康義により解明された。

## 起源・文化
トカラ語派を話す人たちはミイラのDNA型鑑定の結果、後述のアファナシェヴォ文化を担った集団と非常に近く、個体の7割が南シベリアに特徴的なミトコンドリアDNAを持っていたため、北方から南下して来たことが明らかになった。タリム盆地では紀元前2千年前後といわれる遺跡が発見されており、これらは上述の鑑定結果や葬制の類似から、紀元前3千年紀の青銅器時代初期に北方のアルタイ山脈方面に栄えたアファナシェヴォ文化人が西からインド系集団に征服されながら南下してタリム盆地へ移り住んだことが判明しており、アファナシェヴォ文化はトカラ語と強い関連があると考えられている。
アファナシェヴォ文化はヤムナ文化と同源の文化と考えられ、トカラ語派の担い手はY染色体ハプログループR1b-M269と想定される。

## 歴史
楼蘭などでは紀元後にカロシュティー文字で書かれるガンダーラ語（インド語派。ヴェーダ語や近縁の他のプラークリットから派生したと考えられている）が用いられていたが、その中にもトカラ語に類似した単語が散見されるため、古くはタリム盆地の多くの地域でトカラ語派の言語を話していたと思われる。